# Eulamprus tryoni
Eulamprus tryoni är en ödleart som beskrevs av  Heber Albert Longman 1918. Eulamprus tryoni ingår i släktet Eulamprus och familjen skinkar. IUCN kategoriserar arten globalt som livskraftig. Inga underarter finns listade i Catalogue of Life.